# ريم عبد الغني
ريم عبد الغني كاتبة وناشطة ومهندسة سورية.

## المؤهلات العلمية
- حاصلة على البكالوريوس في الهندسة المعماريّة من جامعة حلب
- دبلوم في الهندسة المعماريّة من جامعة دمشق بدرجة امتياز
- درجة الماجستير في الهندسة المعماريّة من جامعة دمشق بمرتبة شرف، عن "أسس تصميم المساجد القديمة في وادي حضرموت في اليمن"
- درجة الدكتوراه في "واقع التراث المعماري في حضرموت وآفاقه المستقبلية"
- قامت بالتدريس في كلية الهندسة المعمارية بجامعة دمشق و الجامعة الدوليّة للعلوم والتكنولوجيا.

## المناصب والمراكز
- رئيس مركز تريم للعمارة والتراث، ومقرّه الرئيسي دمشق في سورية
- رئيس تحرير مجلة "تراث" الفصلية، التي تصدر عن مركز تريم للعمارة والتراث
- الاشراف على منتدى "أربعاء تريم الثقافي"، الذي يتم في إطاره تنظيم سلسلة محاضرات شهرية لمتخصصين بالتراث والعمارة التقليدية وأعلام الثقافة والفكر، في الأربعاء الأوّل من كل شهر، بدمشق، منذ عام 2008م/1429هـ.
- عضو مؤسس للمركز العربي للدراسات الإستراتيجيّة
- عضو مجلس أمناء الجامعة الدوليّة الخاصّة للعلوم والتكنولوجيا
- ترأس مكتب «الميسان» للاستشارات والدراسات الهندسيّة بسورية
- عضو "مجلس إدارة سورية القابضة"

## مؤلفات وكتب
- صدر لها كتاب "وهج روح" عن الهيئة العامّة السوريّة للكتاب
- كتاب "في ظلال بلقيس" عن وزارة الثقافة اليمنية
- كتاب «زهرة البركان» - «حضرموت حضارة لا تموت» (وهما قيد الطبع) وتتضمن انطباعاتها حول رحلاتها إلى اليمن
- كما قامت بالمشاركة في إعداد كتاب "العمارة الطينية في سوريّة: إحدى عشر ألف سنة من عمارة الطين" الصادر عن المديريّة العامّة للآثار والمتاحف في سوريّة
- تقوم حالياً بإعداد كتاب حول «أسس تصميم المساجد القديمة في مدينة تريم بحضرموت» بعد قيامها بأعمال رفع ميداني رائدة في اليمن.

## ابحاث ودراسات
- اعدّت مجموعة من الأبحاث والدراسات
- نُشر لها العديد من المقالات
- لها زاوايا ثابتة في عدة مجلات وصحف عربيّة
- ألقت محاضرات حول قضايا العمارة والمرأة والتنمية البشريّة في جامعات ومؤسسات علمية داخل سوريّة وخارجها.

## العضوية في المنظمات واللجان
عضو في عدد من المنظمات والهيئات واللجان الوطنيّة والعربيّة والدوليّة 
- لجنة حماية المدينة القديمة في محافظة دمشق
- الهيئة الاستشاريّة لمجلّة التراث الشعبي السوريّة
- لجنة التراث في نقابة المهندسين السوريين
- لجنة التصاميم المعماريّة للمقر الجديد لمجلس الشعب السوري
- لجنة السجل الوطني للتراث بوزارة الثقافة السوريّة
- اتحاد الآثاريين العرب
- الاتحاد العربي للنشر الإلكتروني
- الهيئة الاستشاريّة في «تريم عاصمة الثقافة الإسلامية» (2010م/1431هـ) ب وزارة الثقافة اليمنيّة
- هيئة المعارف التراثيّة الإسلاميّة (MHAG)
- ومؤسسة العلوم والتكنولوجيا والحضارة (FSTC)-بريطانيا
- رئيسة لجنة التراث المعماري والعمراني في مشروع توثيق "ذاكرة العالم العربي" الذي تقوم به منظمة اليونسكو ومركز توثيق التراث الطبيعي والحضاري في مصر بالتعاون مع عدد من المنظمات الدولية.

## المنظمات الاهلية
تشارك في الحياة العامّة من خلال عضويّة بعض المنظمات الأهليّة
- عضو مجلس إدارة فرع جمعيّة "العاديّات" بدمشق
- عضو مؤسس في جمعية «بنا» للمكفوفين
- تنظيم الدورات التدريبيّة والمحاضرات العامّة والمؤتمرات
- ترأست اللجنة التنظيميّة لمؤتمر التوثيق الإلكتروني في دمشق مايو 2008م/1429هـ
- تشارك في المؤتمرات العربيّة والدوليّة
- قامت بإعداد معارض متخصصة عرضت خلالها نماذج من التوثيق الذي قامت به عن العمارة التقليديّة في اليمن في معرض الكتاب في فرانكفورت عام 2004م/1425هـ، وفي مكتبة الأسد بدمشق عام 2005م/1426هـ، وفي مدينة المعارض بدمشق 2006م/1427هـ.

## اللغات
- عربي
- إنكليزي
- فرنسي

## الحالة الاجتماعية
زوجة الرئيس علي ناصر محمد رئيس اليمن السابق لديها ابنة واحدة اسمها ميسان